# بگذار خودمان را مسلح کنیم و شما به جبهه بروید!
بگذار خودمان را مسلح کنیم و شما به جبهه بروید! (ایتالیایی: Armiamoci e partite!) فیلمی کمدی به کارگردانی ناندو چیچرو و هنرنمایی زوج هنری چیچو و فرانکو است که در سال ۱۹۷۱ منتشر شد. در ایران این فیلم با نام «در جبهه جنگ» دوبله شده است.

## گزیدهٔ بازیگران
- فرانکو فرانکی
- چیچو اینگراسیا
- مرتین بروشار
- فیلیپ کِـلِـه
- آنا مائستری
- رناتو بالدینی
- جینو پانیانی
- آلبرتو سورنتینو
- نینو ترتسو
- آلدو بوفی لندی
- لوئیجی بونوس
- اینیاتسیو لئونه
- کورادو اولمی